# Daniela Kleinschmit

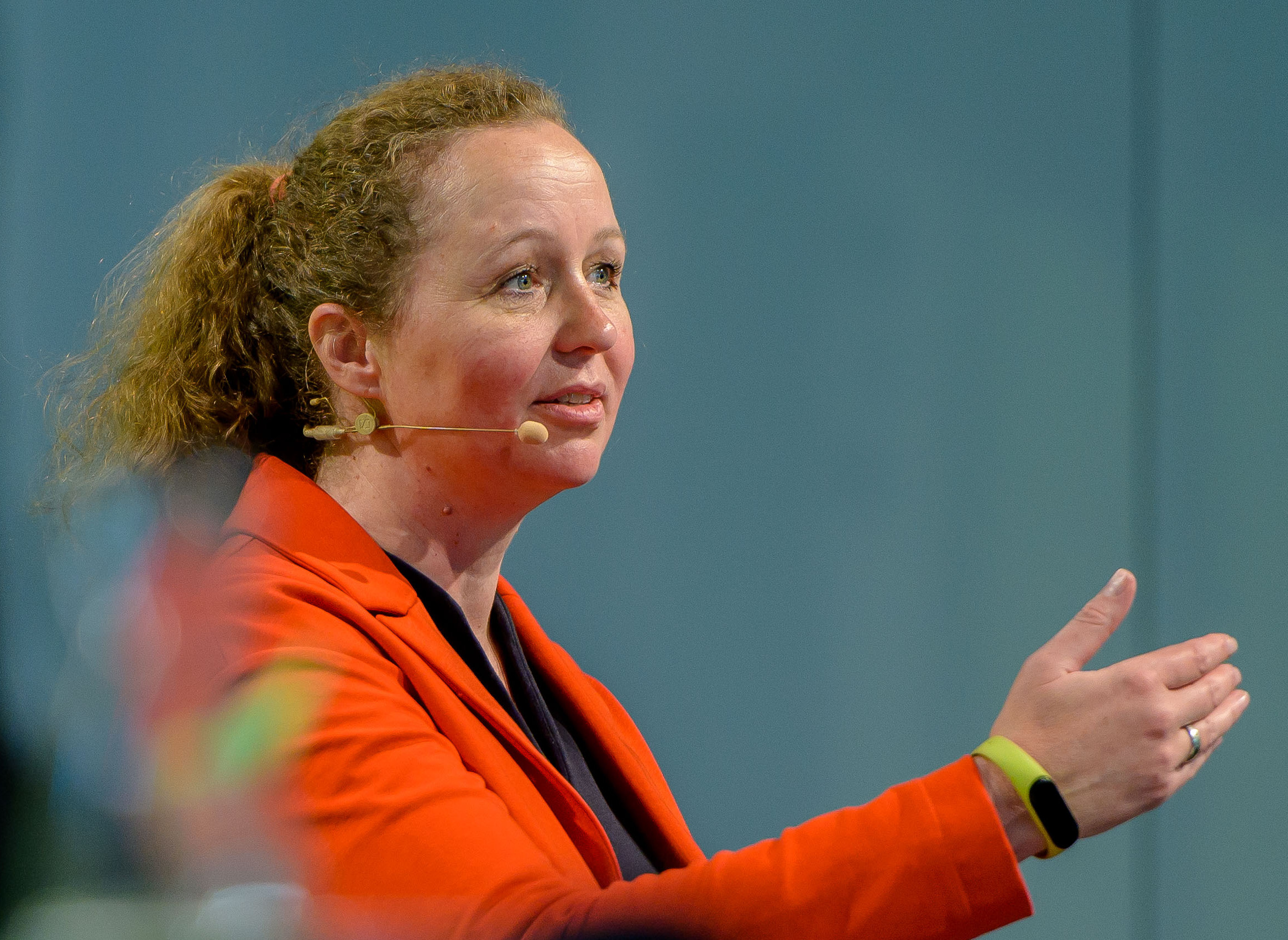
Daniela Kleinschmit, 2022

Daniela Kleinschmit (* 1973) ist eine deutsche Forst- und Umweltsozialwissenschaftlerin. Sie ist Professorin für Forst- und Umweltpolitik an der Albert-Ludwigs-Universität Freiburg.

## Leben
Daniela Kleinschmit studierte an der Universität Göttingen von 1993 bis 1998 Forstwissenschaft und schloss als Diplom-Forstwissenschaftlerin ab. Ab 1998 studierte sie zudem Politikwissenschaft sowie Publizistik- und Kommunikationswissenschaften ohne weiteren Abschluss. Sie wurde wissenschaftliche Mitarbeiterin in Göttingen und 2003 dort in Forstpolitik promoviert. Anschließend war sie kurzzeitig Postdoc an der Universität Hamburg und dann wieder bis 2008 an der Universität Göttingen. Anschließend ging Kleinschmit an die Sveriges lantbruksuniversitet (Schwedische Landwirtschaftsuniversität) (SLU) und wurde dort Assistant Professor und später Associate Professor. Seit 2014 ist sie an der Albert-Ludwigs-Universität Freiburg Professorin für Forst- und Umweltpolitik.
Kleinschmit lehrt zur Internationalen Waldgovernance, Bioökonomie, Kommunikation und zum Themenfeld Umweltpolitik. In ihrer Forschung interessiert sie sich u. a für Agroforestry in Südafrika und die Implementierung von waldökologischen Themen in das Programm Natura 2000.
Sie war 2020 Sachverständige im Ausschuss für Umwelt, Naturschutz und nukleare Sicherheit des Deutschen Bundestages und ist Mitglied des Bioökonomierats von Baden-Württemberg. In der Universitären Selbstverwaltung der Universität Freiburg ist Daniela Kleinschmit durchgehend aktiv; sie war u. a. Prodekanin und ist seit 2021 Prorektorin.

## Publikationen (Auswahl)
- mit Peter H. Feindt: Verursacher, Opfer und Helfer. BSE und Agrarpolitik in deutschen Zeitungen. In: Forschungsjournal Soziale Bewegungen, 17.3 (2004), S. 93–98, doi:10.1515/fjsb-2004-0315 (englisch).
- mit Helga Pülzl, Bas Arts: Bioeconomy–an emerging meta-discourse affecting forest discourses? Scandinavian Journal of Forest Research 29.4 (2014), S. 386–393, doi:10.1080/02827581.2014.920044.
- mit Johan Östberg: Comparative study of local and national media reporting: conflict around the TV Oak in Stockholm, Sweden. Universität Freiburg, Freiburg 2016, doi:10.3390/f7100233 (englisch).
- mit Lars Borrass, Georg Winkel: The “German model” of integrative multifunctional forest management—Analysing the emergence and political evolution of a forest management concept. Forest Policy and Economics 77 (2017), S. 16–23, doi:10.1016/j.forpol.2016.06.028 (englisch).
- mit Helga Pülzl, Laura Secco, Arnaud Sergent, Ida Walline: Orchestration in political processes: Involvement of experts, citizens, and participatory professionals in forest policy making. In: Forest Policy and Economics. Vol. 89, April 2018, S. 4–15, doi:10.1016/j.forpol.2017.12.011 (englisch).
- mit Bas Louman, Rodney J. Keenan, Stibniati Atmadja, Almeida A. Sitoe, Isilda Nhantumbo, Ronnie de Camino Velozo, Jean Pierre Morales: SDG 13: Climate Action – Impacts on Forests and People. In: Sustainable Development Goals: Their Impacts on Forests and People.  Cambridge University Press, Cambridge 2019, S. 419–444, doi:10.1017/9781108765015 (englisch).
- mit Metodi Georgiev Sotirov, Benno Pokorny, Peter Kanowski: International forest governance and policy: institutional architecture and pathways of influence in global sustainability. Universität Freiburg, Freiburg 2016, doi:10.3390/su12177010 (englisch).
- mit Chris Seijger, Dietrich Schmidt-Vogt, Muhammad Mehmood-Ul-Hassan, Christopher Martius: Water and sectoral policies in agriculture–forest frontiers: An expanded interdisciplinary research approach. Ambio, 2021, S. 1–11, doi:10.1007/s13280-021-01555-5 (englisch).